# Lichtensteig
Lichtensteig es una comuna suiza del cantón de San Galo, ubicada en el distrito de Toggenburgo. Limita al noreste con la comuna de Oberhelfenschwil, al sur y oeste con Wattwil, y al noroeste con Bütschwil.

## Personalidades
- Joost Bürgi, matemático.